# Greg Landsman

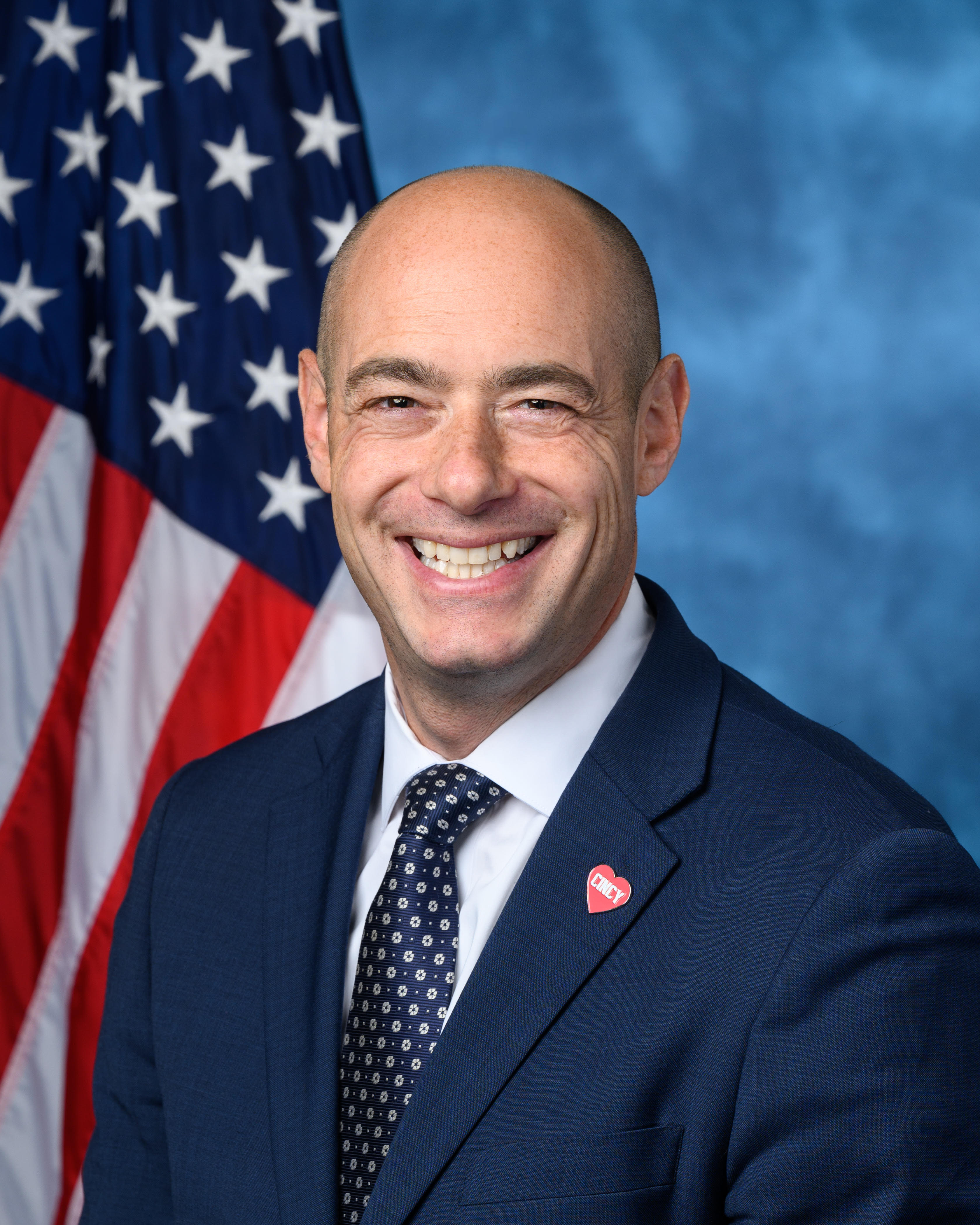
Greg Landsman (2023)

Greg Landsman (* 4. Dezember 1976 in Cincinnati, Ohio) ist ein US-amerikanischer Politiker der Demokratischen Partei. Seit Januar 2023 vertritt er den ersten Distrikt des Bundesstaats Ohio im US-Repräsentantenhaus.

## Leben
Landsman besuchte die Talawanda High School in Oxford. 1999 erhielt er einen Bachelor of Arts in Wirtschafts- und Politikwissenschaften von der Ohio University und 2004 einen Master in Theologie und Public Policy von der Harvard University. Während seines Studiums war er von 1999 bis 2000 Mitglied des Stabs der Repräsentantin Nancy Pelosi. Darauf arbeitete er als Lehrer und leitete das Ohio Office of Faith Based and Community Initiatives unter dem Gouverneur von Ohio Ted Strickland, das National Underground Railroad Freedom und das StrivePartnership.
Er ist mit Sarah Landsman verheiratet, hat zwei Kinder und wohnt im Stadtviertel Cincinnatis Mount Washington.

## Politische Laufbahn
Erste politische Erfahrungen sammelte Landsman in zwei Amtszeiten vom 2. Januar 2018 bis 2022 als Stadtrat seiner Heimatstadt Cincinnati.
Eigentlich endete seine zweite Amtszeit am 1. Januar 2024, doch trat er zurück, um für den ersten Distrikt Ohios zu kandidieren. In der demokratischen Vorwahl gab es keine Gegenkandidaten, worauf er mit 52,5 % in den Wahlen zum Repräsentantenhaus 2022 gegen den republikanischen Amtsinhaber Steve Chabot gewann. Er wurde am 7. Januar 2023 als Mitglied des Repräsentantenhauses des 118. Kongresses vereidigt. Bei der Wiederwahl 2024 hatte Landsman ebenso wenig wie der Republikaner Orlando Sonza in der Vorwahl einen Gegenkandidaten. Im November 2024 wurde er mit 54,6 % in den 119. Kongress im Duell mit Sonza wiedergewählt. Seine aktuelle Legislaturperiode im Repräsentantenhaus des 119. Kongresses dauert vom Januar 2025 bis zum Januar 2027.

### Positionen
Landsman ist Fromm und jüdischen Glaubens, hat neben der Thora auch die Bibel und den Koran studiert und sieht seine religiösen Überzeugungen als Weg Brücken zu anderen zu schlagen. Er unterstützt Israel und sieht es als zerbrechlich an. Landsman lehnt Anti-Zionismus als antisemitisch ab. Er glaubt aber auch, dass der Krieg zwischen Israel und der Hamas möglichst schnell hätte beendet werden sollen.